# Waard (Zonhoven)
Waard is een gehucht in de Belgische gemeente Zonhoven. Het ligt ten noordoosten van het dorpscentrum van Zonhoven en het gehucht Berkenen en wordt doorsneden door de Waardstraat.
Ten oosten van Waard ligt het natuurgebied Teut en ten westen vindt men de Breilaarschansweg en de Schansveldstraat, op het einde waarvan zich de Brelaarschans bevond. De contouren van deze schans zijn nog steeds in het landschap aan te wijzen. Ten zuiden bevindt zich industrieterrein De Waerde.